# Wilkes County 160 1954
Wilkes County 160 1954 var ett stockcarlopp ingående i Nascar Grand National Series (nuvarande Nascar Cup Series) som kördes 4 april 1954 på den 0,625 mile (1005,84 meter) långa ovalbanan North Wilkesboro Speedway i North Wilkesboro, North Carolina. Totalt avverkades 100 miles (160,934 km) fördelat på 160 varv. Banunderlaget var dirt. Loppet vanns av Dick Rathmann i en Hudson på tiden 1:27:32 körande för John Ditz. Rathmann snitthastighet var 68,545 mph. Prispotten uppgick till 3 825 dollar, varav 1 000 dollar gick till segraren.

## Resultat
| Plc     | Nr   | Förare          | Team/ bilägare     | Konstruktör | Start | Varv | Ledda varv |
| ------- | ---- | --------------- | ------------------ | ----------- | ----- | ---- | ---------- |
| 1       | 3    | Dick Rathmann   | John Ditz          | Hudson      | 2     | 160  | 48         |
| 2       | 92   | Herb Thomas     | Herb Thomas Racing | Hudson      | 24    | 160  | 0          |
| 3       | 82   | Joe Eubanks     | Phil Oates         | Hudson      | 5     | 160  | 0          |
| 4       | 14   | Curtis Turner   | Frank Christian    | Oldsmobile  | 6     | 158  | 0          |
| 5       | 42   | Lee Petty       | Petty Enterprises  | Dodge       | 9     | 156  | 0          |
| 6       | 6    | Ralph Liguori   | Ralph Liguori      | Dodge       | 11    | 156  | 0          |
| 7       | 23   | Al Keller       | George Miller      | Hudson      | 4     | 155  | 0          |
| 8       | 34   | Andy Winfree    | Andy Winfree       | Plymouth    | 10    | 155  | 0          |
| 9       | 80   | Jim Paschal     | George Hutchens    | Dodge       | 12    | 155  | 0          |
| 10      | 24   | Jimmie Lewallen | J.O. Goode         | Plymouth    | 15    | 154  | 0          |
| 11      | 44   | Bob Welborn     | Julian Petty       | Plymouth    | 17    | 154  | 0          |
| 12      | 51   | Gober Sosebee   | Sosebee Racing     | Oldsmobile  | 1     | 152  | 112        |
| 13      | 71   | Fred Dove       | Fred Dove          | Chevrolet   | 19    | 149  | 0          |
| 14      | 43   | Billy Irvin     | Julian Petty       | Dodge       | 18    | 149  | 0          |
| 15      | 87   | Buck Baker      | Bob Griffin        | Oldsmobile  | 3     | 142  | 0          |
| 16      | 28   | Eddie Skinner   | Frank Dodge        | Oldsmobile  | 14    | 139  | 0          |
| 17      | 58   | Bud Harless     | Edgar Clay         | Hudson      | 20    | 129  | 0          |
| 18      | 75   | Ralph Dutton    | Ralph Dutton       | Dodge       | 22    | 70   | 0          |
| 19      | 1    | Elton Hildreth  | Elton Hildreth     | Nash        | 8     | 58   | 0          |
| 20      | 16   | Ted Rambo       | Bob Cancro         | Lincoln     | 7     | 46   | 0          |
| 21      | 108  | Arden Mounts    | Gene Comstock      | Hudson      | 16    | 44   | 0          |
| 22      | 126  | Dave Terrell    | Dave Terrell       | Dodge       | 21    | 31   | 0          |
| 23      | 77   | Stan Kross      | Sam Knox           | Hudson      | 13    | 26   | 0          |
| 24      | X100 | Blackie Pitt    | Gary Drake         | Plymouth    | 23    | 12   | 0          |
| Källor: |      |                 |                    |             |       |      |            |